# Гриценко Євген Олександрович
Євген Олександрович Гриценко (нар. 5 лютого 1995, Донецьк, Україна) — український футболіст, воротар. Виступав за молодіжну збірну України.

## Клубна кар'єра
Вихованець молодіжної академії донецького «Шахтаря», в складі якого з 2002 по 2012 рік виступав у ДЮФЛУ.
Дорослу футбольну кар'єру розпочав у складі фарм-клубу гірників, донецького «Шахтаря-3», за який дебютував 26 серпня 2012 року в переможному (6:0) домашньому поєдинку 8-го туру Другої ліги проти НПГУ-Макіїввугілля. Євген вийшов на поле на 79-й хвилині, замінивши Ігоря Філіпенка. У складі «Шахтаря-3» зіграв 23 матчі, в яких пропустив 28 м'ячів.
Влітку 2014 року Євген перебрався в молодіжний склад «гірників», за який зіграв 78 ігор і пропустив 63 м'ячі. У сезоні 2017/18 Гриценко в складі «Шахтаря» став чемпіоном молодіжного чемпіонату, провівши 19 матчів (11 пропущених м'ячів).
У червні 2017 року було оголошено, що Гриценко орендований «Маріуполем», проте вже через тиждень він повернувся до молодіжної команди «Шахтаря».
28 червня 2018 року перейшов в річну оренду до маріупольців. 2019 року повернувся з оренди в «Шахтар». У сезоні 2019/20 грав за молодіжний склад.
В червні 2022 року стало відомо, що футболіст покинув «Шахтар» у якості вільного агента після 15 років перебування в системі клубу, проте за основну команду він не дебютував.
В листопаді 2022 року підписав контракт з вірменським клубом «Ван» з Чаренцавана.

## Кар'єра в збірній
Викликався до юніорських збірних України різних вікових категорій. У 2015 році провів 3 поєдинки у футболці молодіжної збірної України.

## Титули й досягнення
- Володар Суперкубка Таджикистану: 2023